# XXXVI Brygada Piechoty (II RP)
XXXVI Brygada Piechoty – jednostka taktyczna odradzającego się Wojska Polskiego II Rzeczypospolitej.
Wchodziła w skład 18 Dywizji Piechoty. 

## Działania brygady
24 lipca 1920 brygada ruszyła z Rudni i przełamała obronę nieprzyjaciela w Sitnie i Karpiłówce, rozpędziła ogniem artylerii kilka szwadronów, które szykowały się do natarcia na maszerującą kolumnę, rozbiła kilka szwadronów przeciwstawiających się jej w okolicach Michałówki i dotarła do m. Krupiec, rozpoczynając tam naprawę mostu. W tym czasie na końcu kolumny pojawili się wycofujący się w kierunku Radziwiłłowa żołnierze 9 pułku strzelców granicznych i 42 pułku piechoty.
28 lipca XXXVI BP, która miała za sobą całodobowy marsz z Krasnego, wykonała wieczorem natarcie na Busk, pobiła oddziały 11 Dywizji Kawalerii z 1 Armii Konnej Simona Budionnego i zdobyła miasto entuzjastycznie witana przez mieszkańców. Stąd, wspierana przez samochód pancerny, 30 lipca ruszyła do natarcia na Grabów. 

Podczas bitwy pod Beresteczkiem i Brodami dowództwo polskiej 6 Armii nakazało wyprowadzenie nocą z 31 lipca na 1 sierpnia wypadu z Toporowa na Łopatyń, czyli: urządzenie w nocy z 31 lipca na 1 sierpnia wypadu z Toporowa na Łopatyn, celem wywołania tam między godz. 3 a 4 jak największego popłochu i rozbicia poważnych sił nieprzyjacielskich, wspólnie z Grupą Operacyjną Jazdy. Grupa Operacyjna Jazdy miała nacierać równocześnie na Łopatyń i Stanisławczyk, od strony północno-zachodniej.
Kolumna XXXVI Brygady Piechoty wyruszyła 31 lipca o 1.00, mając w awangardzie II batalion 49 pułku piechoty i I batalion 19 pułku piechoty, pod wspólnym dowództwem kpt. Szymona Kocura. W kolumnach piechoty maszerowała bateria 18 pułku artylerii polowej. Tuż przed Majdanem Starym polskie pododdziały natknęły się na silny opór oddziałów 11 Dywizji Kawalerii. Natarcie polskie utknęło na doskonale przygotowanej pod względem inżynieryjnym pozycji obronnej, jak się później okazało, pochodzącej jeszcze z czasów I wojny światowej. Do walki wszedł też I batalion 49 pułku piechoty kpt. Adama Nadachowskiego i odciążył nieco prawe skrzydło II batalionu. Bataliony polskie poniosły duże straty i wycofały się na pozycje wyjściowe do Toporowa. Przeciwnik podążył za polską piechotą, otoczył miasteczko i nocą z 31 lipca na 1 sierpnia zaatakował oddziały polskie. Części północnej miasteczka bronił 49 pułk piechoty, a na południu zajął stanowiska 145 pułk piechoty Strzelców Kresowych. Ogień nieprzyjacielskiej artylerii spowodował w kilku miejscach pożary. Wszelkie nocne ataki odparto.
Po nieudanym natarciu nocnym Sowieci od rana zintensyfikowali działania, atakując spieszoną kawalerią, przy wsparciu kilku baterii artylerii. Walki były bardzo krwawe, a obie strony ponosiły znaczne straty. Dowódca grupy taktycznej gen. Franciszek Krajowski postanowił wspomóc krwawiącą brygadę i sformował oddział uderzeniowy złożony z I batalionu 42 pułku piechoty, dwóch kompanii marszowych 19 pułku piechoty oraz baterii 18 pułku artylerii polowej. Grupa ta o świcie 2 sierpnia uderzyła przez Adamy w kierunku Toporowa. Pod Adamami Sowieci stawili opór. Polska piechota wykorzystała zalesienia od strony południowej i zachodniej, uderzyła na wioskę i wyparła z niej oddział Kozaków. 
Pozostawiwszy w Adamach 1 kompanię karabinów maszynowych, generał Krajowski poszedł dalej na Czanyż i Toporów. Kiedy grupa dotarła do miejscowości, nie zastała już tam ani polskiej XXXVI BP ani oddziałów sowieckiej 11 DK. Dowódca brygady ppłk Włodzimierz Rachmistruk, nie czekając na odsiecz, uderzył na stanowiska sowieckie pod Toporowem, przełamał je, po czym ruszył w kierunku Łopatyna i Stanisławczyka. Główne uderzenie przez Majdan Stary na Łopatyn wykonał 145 pułk piechoty, a uderzenie pomocnicze przez Niwice na Stanisławczyk 19 pułk piechoty.
Zaskoczone oddziały 11 Dywizji Kawalerii nie potrafiły zorganizować skutecznej obrony i wycofywały się w nieładzie. 145 pułk piechoty zajął Łopatyn, a 19 pp wyprzedził sowieckie oddziały i opanował Stanisławczyk. Pozbawiony naturalnej drogi odwrotu, przeciwnik wycofał się w kierunku Brodów, porzucając przy tym część taborów i sporo broni maszynowej.
Brygada w ofensywie nad Bugiem
W nocy z 30 września na 1 października 1920 Rosjanie wycofali większość sił sprzed odcinka Grupy gen. Krajowskiego, pozostawiając jedynie drobne oddziały, które cofając się niszczyły wszystkie mosty. 1 października  XXXVI BP osiągnęła Dubnowicze – Porohońsk, rozbijając po drodze drobne oddziały cofającego się nieprzyjaciela.

## Struktura organizacyjna
| do wyprawy kijowskiej | 8 VII 1920                     | 1 VIII 1920 | 2 IX 1920 |
| --------------------- | ------------------------------ | ----------- | --------- |
| Dowództwo             | Dowództwo                      |             |           |
| 144 pułk piechoty     | 49 pułk piechoty               | I/49 pp     | 144 pp    |
| 145 pułk piechoty     | 145 pułk piechoty              | II/49 pp    | 145 pp    |
|                       | III/18 pułku artylerii polowej |             |           |
|                       | 3/6 pułku ułanów               | 9/5 psk     |           |
|                       | 2/XVIII kompanii saperów       |             |           |

## Żołnierze brygady
| Dowódcy brygady                     | Dowódcy brygady                  | Dowódcy brygady         |
| Stopień, imię i nazwisko            | Okres pełnienia służby           | Kolejne stanowisko      |
| ----------------------------------- | -------------------------------- | ----------------------- |
| płk Zdzisław Załuski                | 21 XII 1919 – 4 IV 1920          | chory na tyfus plamisty |
| płk Ryszard Hausner                 | 4 IV 1920 –                      |                         |
| płk Ładoś                           | przed wyprawą kijowską           |                         |
| Mieczysław Linde                    | 13 VI (1 VII) 1920 – 11 VII 1920 |                         |
| płk Ryszard Hausner                 | VII 1920 –                       |                         |
| płk Henryk Staszkiewicz             | od 18 VII 1920, był 1 VI 1921    |                         |
| ppłk Włodzimierz Rachmistruk        | był VIII 1920                    |                         |
| płk Romuald Jelita Dąbrowski        | 23 VIII 1920 – 27 IX 1920        | dowódca XXXV BP         |
| gen. Jan Ślepwron Wróblewski        | 27 IX 1920 – 20 III 1921         |                         |
| ppłk Włodzimierz Rachmistruk (w.z.) | 20 III 1921 –                    |                         |